# Anillo episcopal

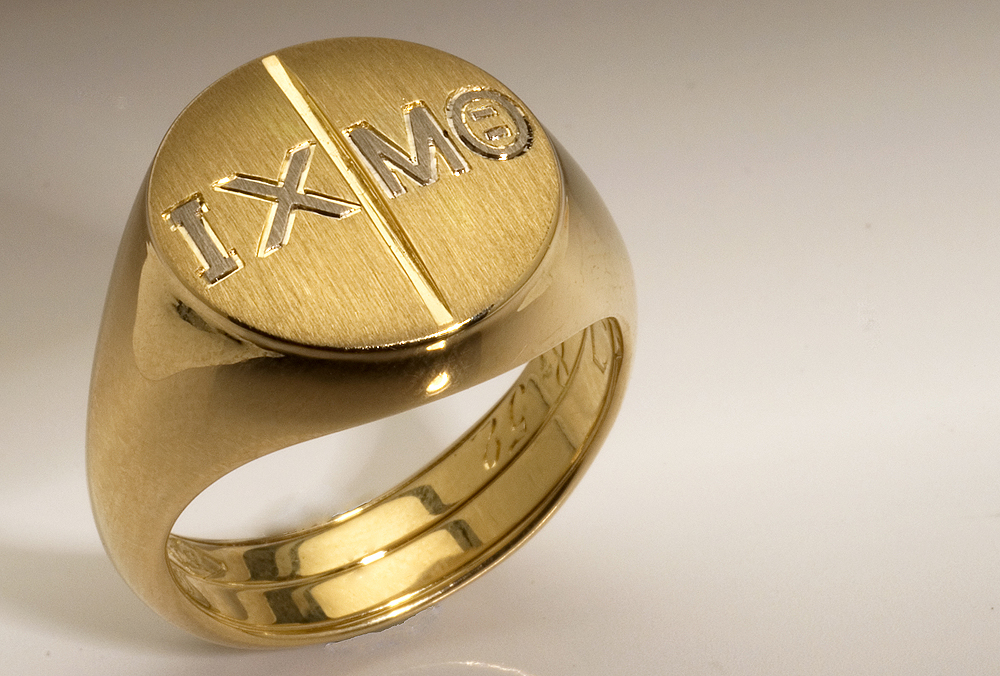
Anillo episcopal de Ivo Muser, obispo de Bolzano-Bresanona.

El anillo episcopal o anillo pastoral es una de las cuatro insignias episcopales de los obispos católicos. El anillo episcopal que lleva el papa, por su parte, se llama anillo del Pescador.

## Descripción e historia

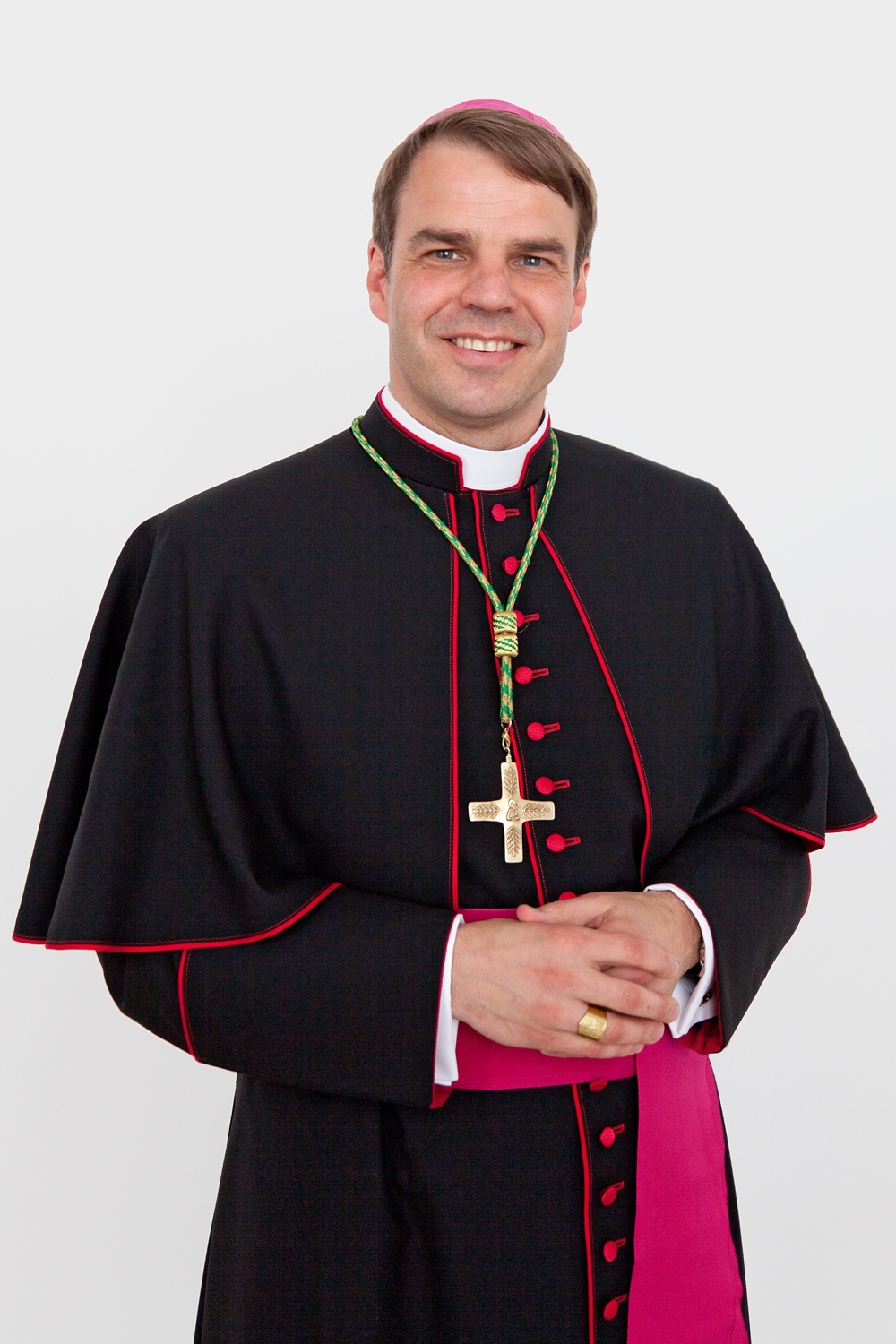
Stefan Oster, vestido con sotana, porta el anillo episcopal en el dedo anular de su mano derecha.

El anillo episcopal se lleva siempre en el dedo anular derecho.
En la antigua Roma, desde la época de la República, los sacerdotes de alto rango o los miembros del Senado usaban anillos de hierro, luego de oro, y era costumbre que quienes se dirigían a ellos besaran los anillos en señal de respeto y sumisión; esta costumbre pasaría luego a los monarcas y, más tarde en la época medieval, a los jerarcas católicos. Sin embargo, el uso de anillos en el contexto cristiano era usual ya en la era cristiana primitiva, dado que se han encontrado anillos decorados con grabados simbólicos en las catacumbas.
Con el paso del tiempo, los anillos se hicieron más suntuosos: eran dorados y tenían piedras preciosas en la parte superior, a veces enriquecidas con diamantes; el tipo de piedra era expresión del rango jerárquico de quien la llevaba en el dedo: el zafiro o el rubí decoraban los anillos de los cardenales, el topacio amarillo los de los arzobispos y la amatista los de los obispos.
Hoy en día el anillo del obispo también puede realizarse con materiales más sencillos y no siempre está adornado con piedras preciosas o diamantes; generalmente está decorado con grabados y frisos que representan símbolos religiosos.

## Significado
Para el obispo, el anillo es signo de fidelidad y unión esponsal con la Iglesia universal, así como con la propia diócesis, si no es obispo titular; el anillo es, por tanto, la manifestación de la obediencia, fidelidad y disponibilidad de servicio que el obispo tiene hacia la Iglesia. Además, el anillo es símbolo del poder que el obispo ejerce sobre los fieles a él confiados, a quienes debe guiar y custodiar, así como sobre su presbiterio. Por eso, hasta hace poco tiempo, era costumbre inclinarse y besar el anillo del obispo en señal de saludo o concluir las cartas dirigidas a él con la expresión «me inclino ante el beso del anillo sagrado». Por último, la forma circular del anillo hace referencia al concepto de eternidad, ya que, debido a su geometría, no tiene principio ni fin.

## Entrega de anillos y excepciones
El obispo lleva el anillo en cualquier celebración litúrgica y en cualquier momento del día, excepto en la acción litúrgica de la Pasión del Señor en Viernes Santo; lo recibe por primera vez durante el rito de la ordenación episcopal. En el transcurso de este rito, el obispo ordenante principal coloca el anillo en el dedo anular de la mano derecha del ordenado diciendo:

Accipe anulum, fidei signaculum: et sponsam Dei, sanctam Ecclesiam, intemerata fide ornatus, illibate custodi.
Recibid el anillo, signo de fidelidad, y en la integridad de la fe y en la pureza de vida custodiad a la santa Iglesia, esposa de Cristo.
Pontificale Romano, Ordinazione del vescovo, dei presbiteri e dei diaconi

Como ya se ha descrito, el anillo episcopal lo llevan también los cardenales, quienes, tras ser nombrados por el papa, reciben de este un anillo que expresa un mayor vínculo con el romano pontífice y con la Iglesia, el llamado anillo cardenalicio, que reempleza su anillo episcopal, con motivo del consistorio para la creación de cardenales. Durante esta ceremonia, el papa coloca el anillo en el dedo anular de la mano derecha del nuevo cardenal, pronunciando estas palabras:

Accipe anulum de manu Petri et noveris dilectione Principis Apostolorum dilectionem tuam erga Ecclesiam roborari.
Recibid el anillo de la mano de Pedro y sabed que con el amor del príncipe de los apóstoles se fortalece vuestro amor a la Iglesia.
Concistoro ordinario pubblico, consegna dell'anello

El anillo cardenalicio es una tradición que se remonta al siglo IX y está hecho de oro, con el grabado de una escena de la crucifixión de Jesús y en el interior el escudo de armas del papa que lo proclamó; en el consistorio del 18 de febrero de 2012 se presentó una modificación del anillo cardenalicio: en el exterior hay imágenes de los apóstoles Pedro y Pablo y una estrella que simboliza a María, madre de Jesús. Si un cardenal es elegido papa, recibe el anillo del Pescador y sustituye el anillo cardenalicio. El papa Benedicto XVI, tras su elección en 2005, durante su viaje a Alemania, entregó su anillo cardenalicio a la Virgen Negra, la imagen milagrosa de Altötting.
Aunque el anillo episcopal es la prerrogativa principal de quienes han recibido la ordenación episcopal, todavía hoy existen algunas excepciones. Según lo establecido por Pablo VI en la carta apostólica en forma de motu proprio Pontificalia insignias del 21 de junio de 1968, los legados papales, los abades y prelados que tienen jurisdicción sobre un territorio separado de una diócesis, los administradores apostólicos, los abades regulares de regimine que han recibido la bendición abacial, los vicarios apostólicos y los prefectos apostólicos pueden llevar las insignias pontificias y, por tanto, también el anillo a la manera episcopal. En particular, el abad, si tiene derecho, lo recibe con estas palabras del obispo que lo bendice:

Recibe el anillo, signo de fidelidad, y custodia a esta familia monástica con amor incansable en comunión fraterna.
Pontificale Romano, Istituzione dei ministri, consacrazione delle vergini, benedizione abbaziale

## Galería

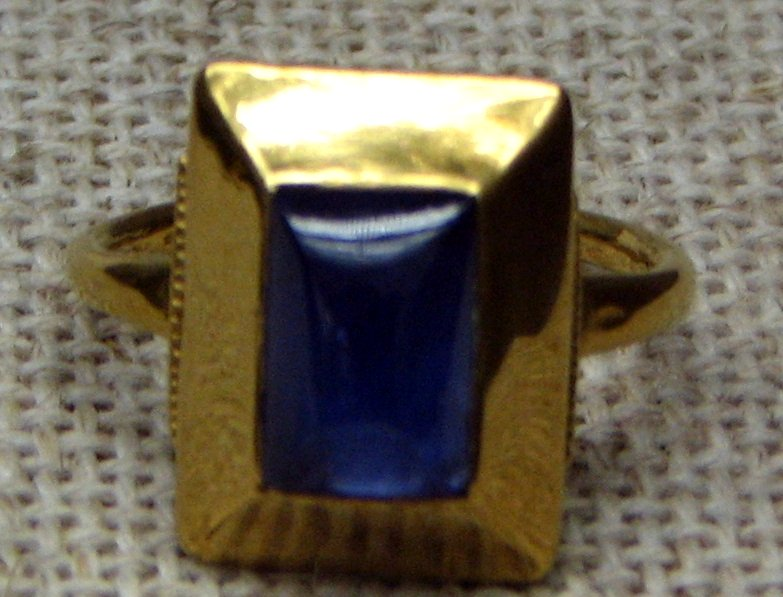
Anillo del arzobispo Alberone de Montreuil (1131-1152)
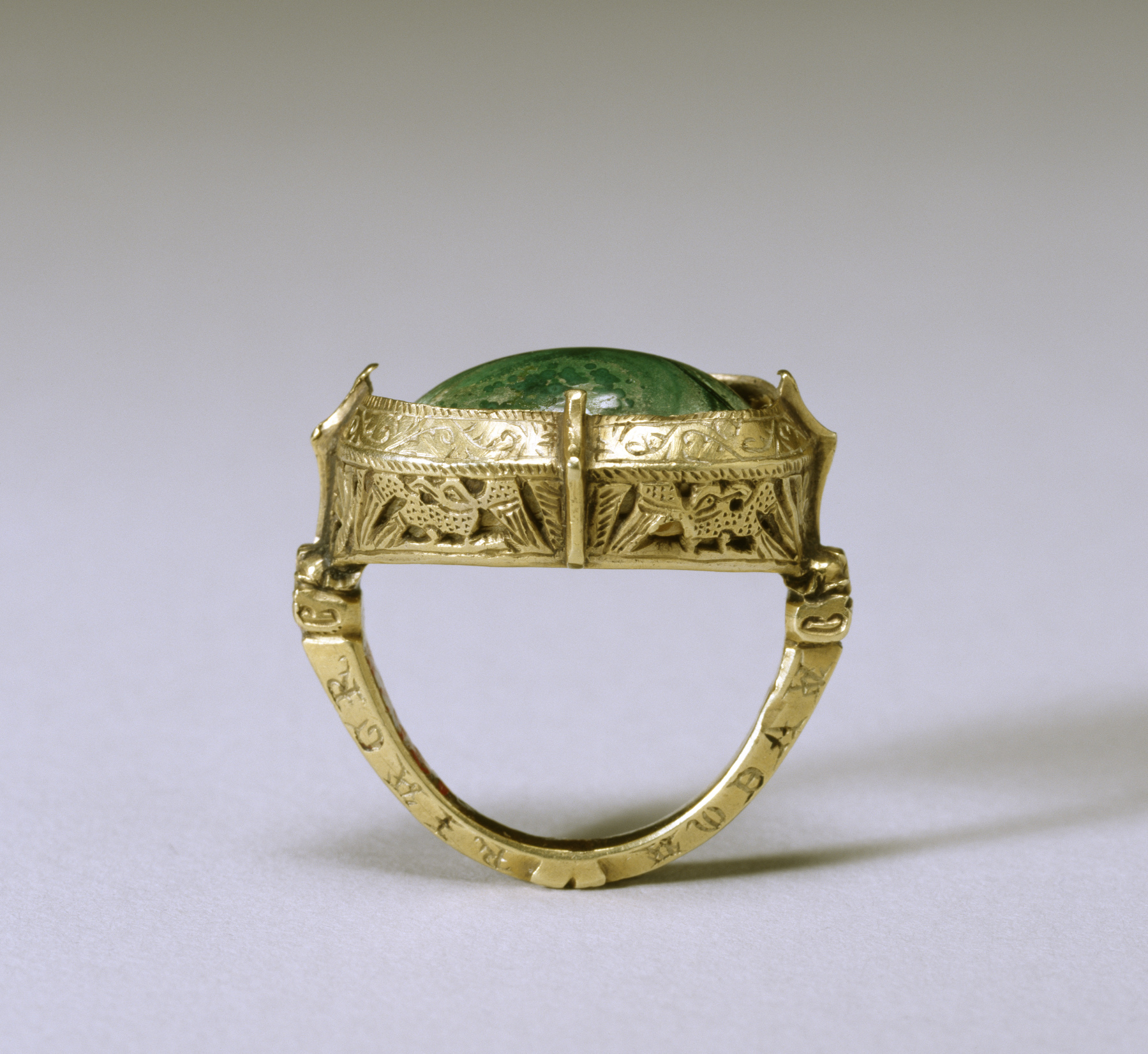
Anillo episcopal, datado en el siglo XIII y conservado en el Museo de Arte Walters, en oro con una sola piedra, en este caso malaquita. El oro está decorado con águilas caladas, cabezas de animales y elementos florales.
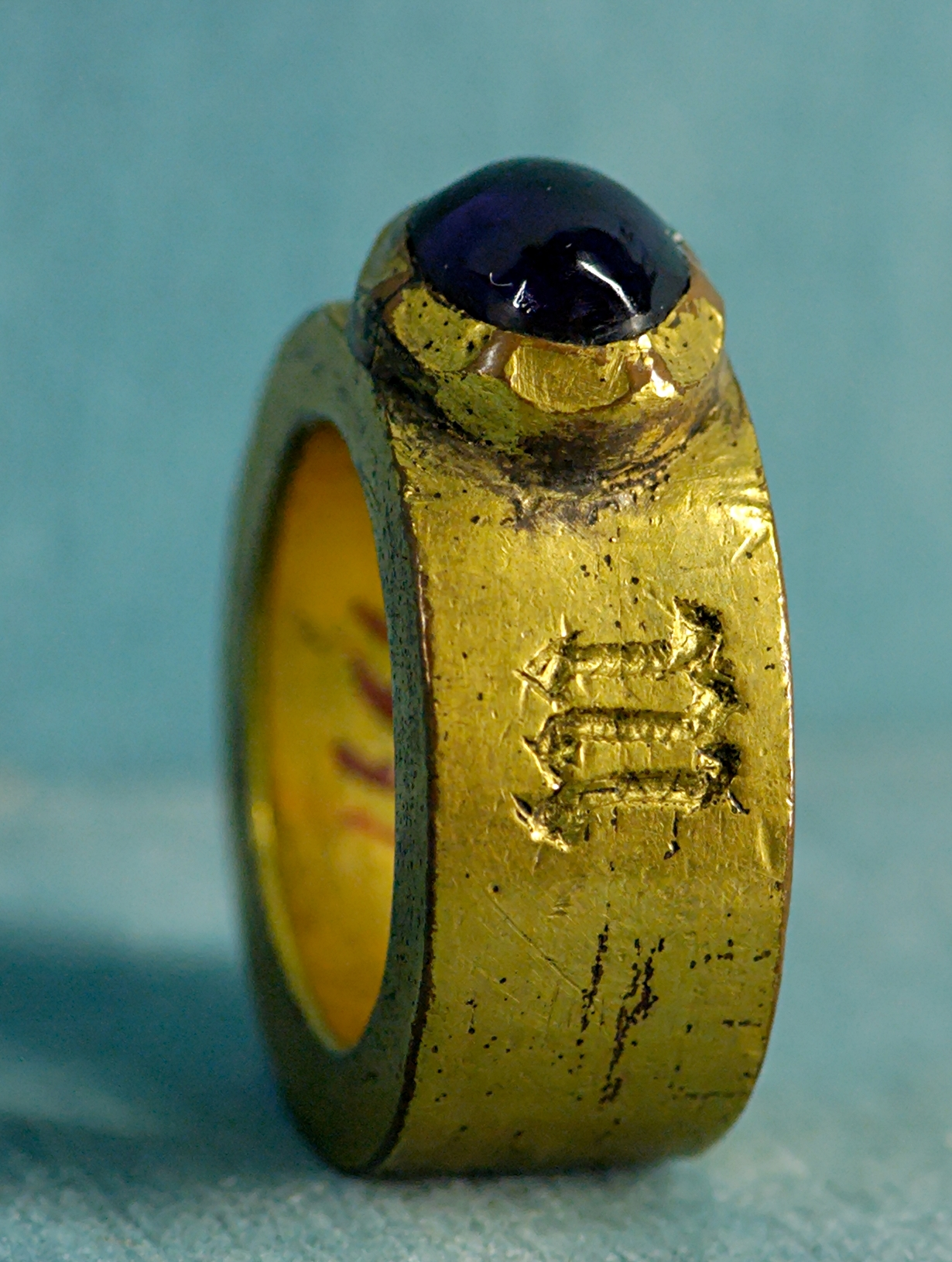
Anillo episcopal, que data del siglo XV y se conserva en el Museo de Cluny, en bronce dorado con amatista engastada.
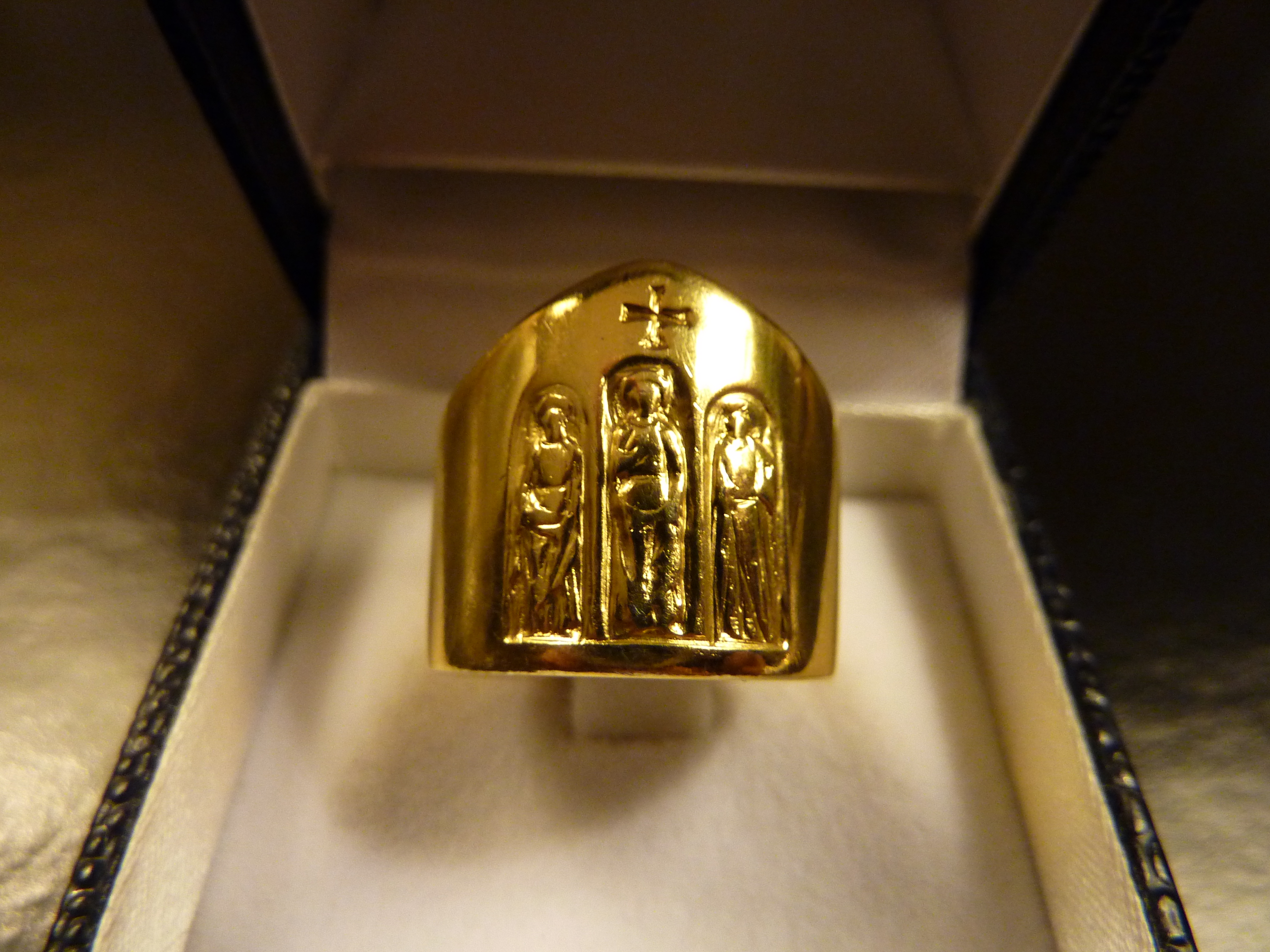
Anillo conciliar ofrecido por el papa Pablo VI a los padres conciliares en diciembre de 1965
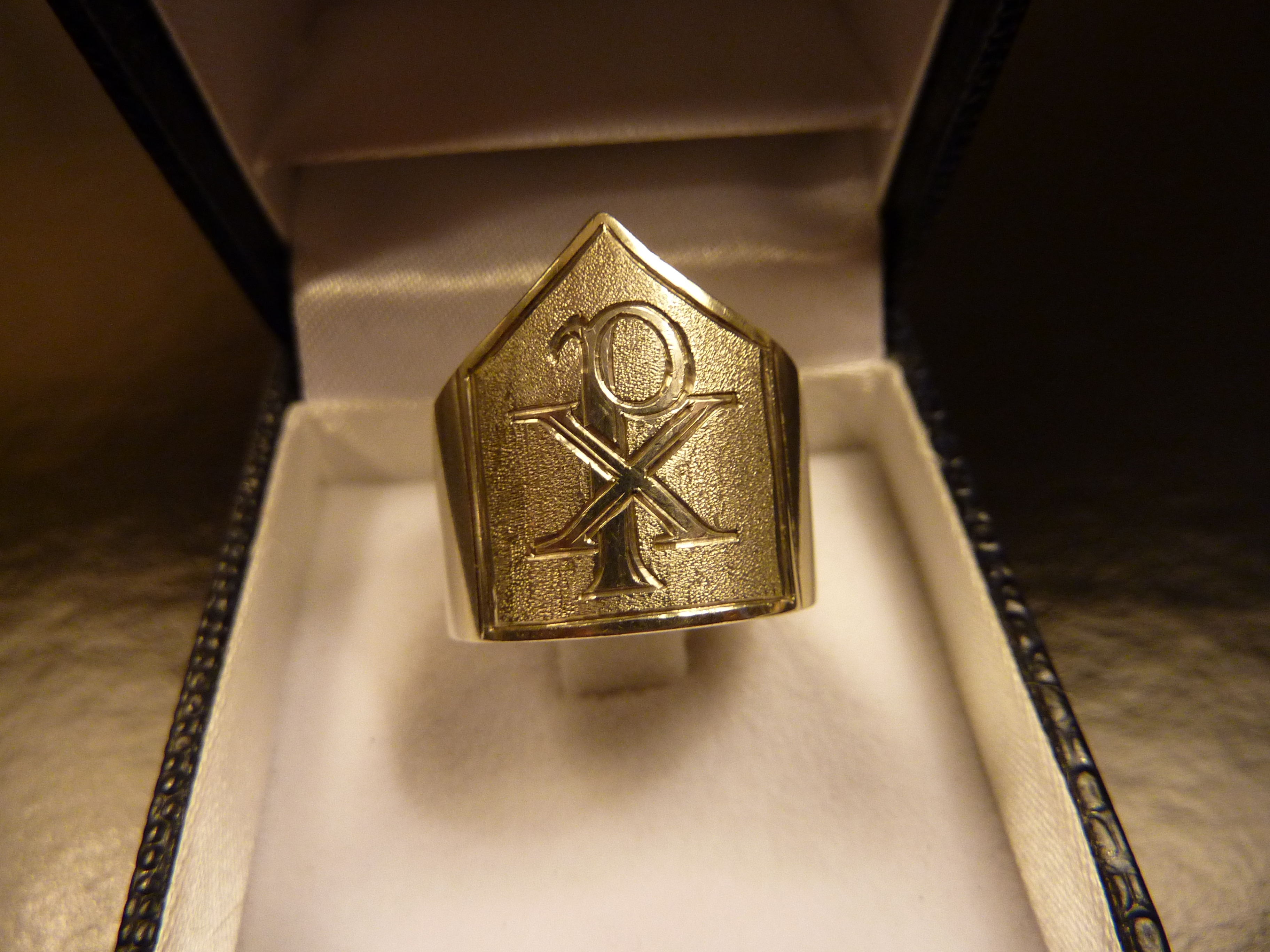
Anillo episcopal en plata que lleva las dos primeras letras de la palabra griega χριστός Christós («Cristo»): chi y ro
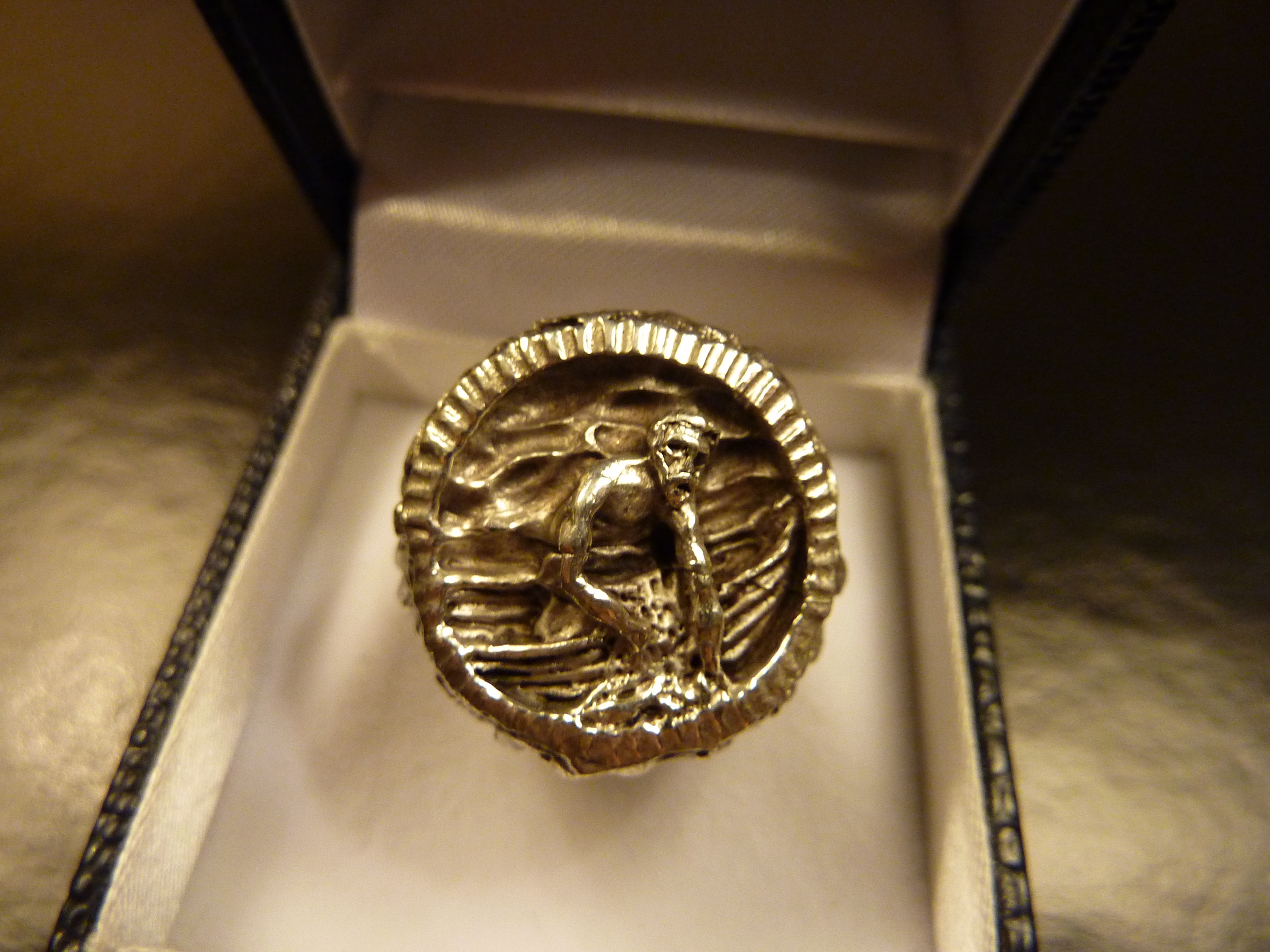
Anillo episcopal en plata con la figura de un pescador